# Kerivoula agnella
Kerivoula agnella es una especie de murciélago de la familia Vespertilionidae.

## Distribución geográfica
Es endémica de Papúa Nueva Guinea, se puede encontrar en las islas de Fergusson, Missima, Sudestada y Woodlark.

## Hábitat
Su hábitat natural son: bosques áridos tropicales o subtropicales.